# Four Seasons Hotels and Resorts
A Four Seasons Hotels Inc. é uma cadeia de hotéis e resorts canadense fundada em 1961 pelo empresário Isadore Sharp. Possui 104 hotéis em 43 países. Desde 2007 possui como acionistas majoritários o empresário Bill Gates e o príncipe saudita Alwaleed Bin Talal Alsaud.

## História
O empresário canadense Isadore Sharp fundou a Four Seasons em 1960. Enquanto um jovem arquiteto trabalhava para seu pai, Sharp projetou um motel para um amigo da família. Seu sucesso o motivou a tentar criar seu próprio hotel. Ele comprou uma grande parcela de terra em uma área degradada de Toronto, e planejou uma parada para viajantes de negócios. O Four Seasons Motor Hotel abriu em 1961.
Four Seasons construiu mais hotéis, incluindo o Inn on the Park em 1963, um hotel resort de dois andares de US$ 4 milhões no subúrbio de Toronto que abrigava a primeira discoteca do Canadá. O luxo exclusivo tornou-se parte da marca quando a empresa se expandiu para Londres. Quando um desenvolvedor se aproximou de Four Seasons sobre a construção de um hotel em Londres, Sharp planejou isso para competir com os antigos hotéis da cidade, os hotéis de elite, como Claridge's e The Connaught.  O hotel abriu em 1970.
Em 1974, as despesas de incumprimento no Four Seasons Hotel Vancouver quase deixaram a empresa em falência. Como resultado, a empresa começou a mudar para o seu atual modelo de negócios, apenas gerencial, eliminando os custos associados à compra de terrenos e edifícios. A empresa foi pública em 1986. Na década de 1990, a Four Seasons e Ritz-Carlton começaram a competição direta, com a Ritz-Carlton enfatizando um olhar uniforme, enquanto, a Four Seasons enfatizava arquitetura local e estilos com serviço uniforme. No final, a Four Seasons ganhou a participação de mercado. 
O primeiro serviço de spa completo foi introduzido em 1986 no Four Seasons Resort and Club Dallas at Las Colinas. Hoje, quase todos os hotéis e resorts da Four Seasons possuem instalações de spa e o restante oferece serviços de spa. Muitos dos hotéis também integraram restaurantes high-end. 
As baixas econômicas no início e meados dos anos 2000 afetaram a empresa. Quando os ataques de 11 de setembro causaram o colapso na indústria de viagens, a Four Seasons se recusou a reduzir os preços dos quartos para preservar o valor percebido da marca, o que causou tensão com os proprietários que estavam perdendo dinheiro. A empresa se recuperou e, em 2007, concordou com uma compra pelo presidente da Microsoft, Bill Gates, e o príncipe Al-Waleed bin Talal, da Arábia Saudita, por US$ 3,8 bilhões. Bill Gates e o príncipe saudita possuem 95% da empresa, em partes iguais, e Sharp possui o restante.

## Presença Internacional

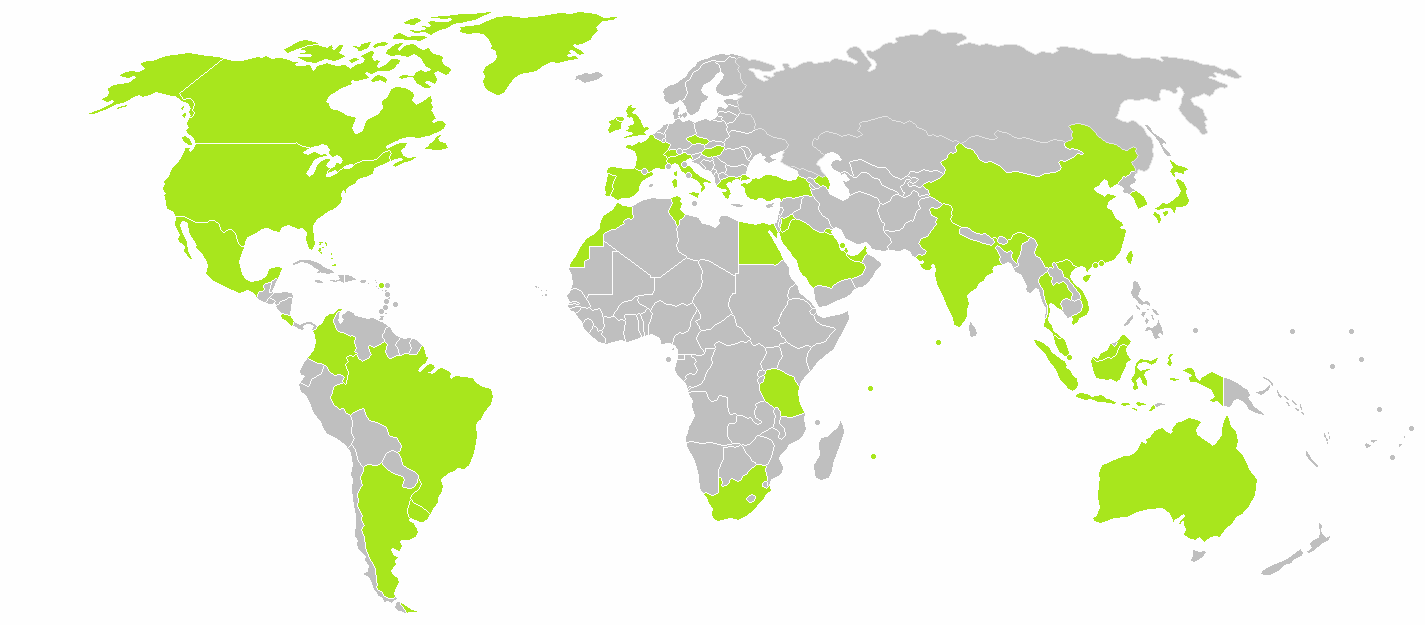
Países onde existem hotéis da Four Seasons (em verde).